# アレキサンダー・ポープ
- アレキサンダー・ポープ
- アレグザンダー・ポープ

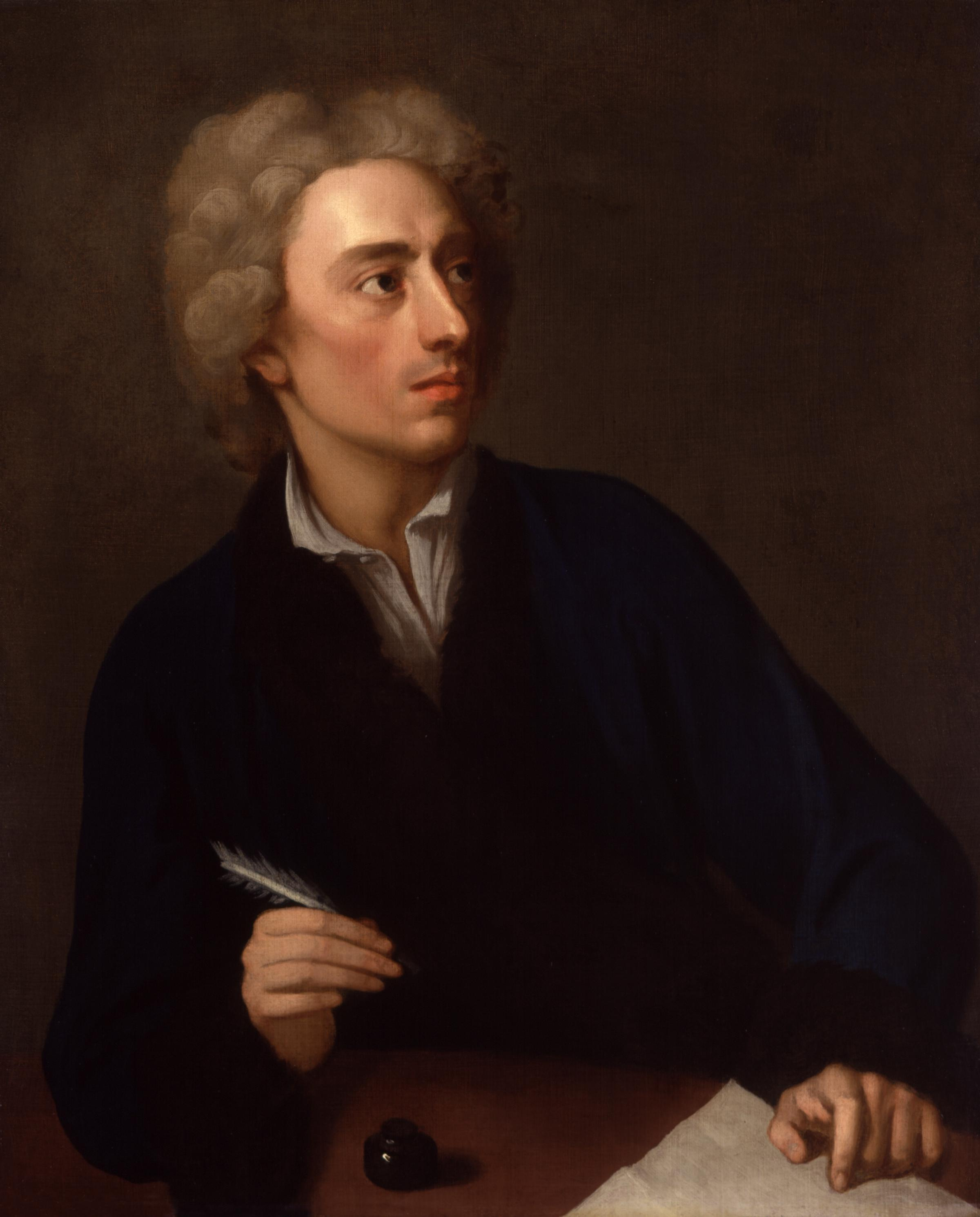
アレキサンダー・ポープ

アレキサンダー・ポープ（Alexander Pope,1688年5月21日 - 1744年5月30日）は、イギリスの詩人。父はカトリック教徒のリネン商。
生来虚弱で学校教育を受けず、独学で古典に親しみ、幼少の頃から詩作を試みた。16歳のときに書いた『田園詩（牧歌）』（Pastorals, 1709年）は5年後に出版され好評を博し、続いて『ウィンザーの森』、1711年には『批評論』を発表した。『批評論』（An essay on criticism, 1711年）は簡潔な格言風の韻文で書かれた詩論で、当時の上流階級には好評を博した。
ホメロスの『イーリアス』を1715年から1720年に、『オデュッセイア』を1725年から1726年にかけて翻訳刊行し、予約者が訳者に6ギニーずつを支払って、出版業者が無償で本を作者に提供し、作者がそれを予約者に渡すという販売法でポープは経済上の独立を得た。同じく1725年に『シェイクスピア全集』を出版、編者としての本文校訂は学問的批判を免れなかったものの、序文では作品をゴシック建築に比して古典主義法則に拘束されずに評価した。
技巧と絶えざる彫琢を旨とする古典主義詩人の典型で、簡潔かつ流麗なヒロイック・カプレット（heroic couplet, 弱強五歩格二行聯句）を完成。その名句はシェイクスピアに次いでしばしば引用された。ポープの本領は諷刺詩（Satire）にあり、『髪盗人（髪の掠奪）』はその傑作ともいわれる。その分野では『アーバスノットに与える書』『エピローグ』『ホラティウスに倣いて』も永続すべき業績であると文学史家のレズリー・スティーヴンは述べている。評論としては『愚物列伝』（The Dunciad, 1728年 - 1742年）、『人間論』（An essay on man, 1732年 - 1734年）があり、後者は友人のボリングブルック（en）から学んだ理神論を韻文にしたものであった。
当代の貴族達と親しく交際し、ポープの詩の中にもそれらの人々への賛辞が誇りをもって記されている。優雅で感受性にあふれた言葉遣い、当意即妙の機知、上品な作法はジョージ2世の宮廷で必要とされた素質であり、ポープの詩の特徴でもある。ポープはイギリス詩人の伝統をチョーサー、スペンサー、ジョン・ダン、ドライデンのような人々の流れとして理解していた。その列にシェークスピアやミルトンが欠けていることは多くを物語っている。

## 日本語訳
- アレグザンダ・ポウプ『批評』 阿部知二訳、研究社〈文學論パンフレット〉、1933年、NCID BN15160378
- ポウプ『人間論』 上田勤訳、岩波書店〈岩波文庫〉、1950年、全国書誌番号:51008561
- アレグザンダー・ポープ『批評論』 矢本貞幹訳注、研究社出版〈英米文芸論双書〉、1967年、全国書誌番号:67011105
- アレクザンダー・ポープ『髪の掠奪 英雄滑稽詩』 岩崎泰男訳、同志社大学出版部、1973年、全国書誌番号:75025556
- アレグザンダー・ポウプ『愚物物語』 中川忠訳、あぽろん社、1989年12月、全国書誌番号:90032322
- アレグザンダー・ポープ『アーバスノット博士への手紙 風刺への序言として』 岩崎泰男訳、英宝社〈ブックレット〉、1990年4月、全国書誌番号:91063111
- アレグザンダー・ポウプ『道徳論集』 中川忠訳、あぽろん社、1998年12月、ISBN 4-87041-543-7